# 東洲勝月
東洲 勝月（とうしゅう しょうげつ、生没年不詳）とは明治時代の浮世絵師。

## 来歴
姓は小島、名は勝美。東洲、東州、勝月と号す。浅草永住町に住んでいた。明治21年（1888年）ころから活動を始めており、憲法発布関係、博覧会関係、明治22年（1889年）の大判3枚続の揃物「温古東錦」シリーズのような風俗画、日清戦争絵などを描いている。作画期は明治20年代、30年代であった。大判3枚続の錦絵「国会議事堂之図」は、明治23年（1890年）3月の作品で、天皇が国会議事堂前へ馬車で到着、儀仗兵たちが出迎えているところを描いたものであるが、その発行は開会の半年以上も前の3月で、同年11月に開かれる予定の第1回帝国議会開会式という国家的大イベントを当て込んで、勝月による想像で描かれ出版されたのであった。浮世絵はもともと、このような側面をもっていたが、社会の急速な西欧化に絵師たちの表現力も追いつかなくなっていたのであろう。また、明治23年に石版により『新撰彫物画譜』を著している。

## 三代目小島幸治による伝記
- 東洲勝月は本名を小島勝美と言い、嘉永二年、1849年に川越の城主、松平斉典公の御右筆掛（書記係）の次男に生まれる。
- 1868年戊辰戦争が始まると勝美（18歳）は兄（20歳）とともに彰義隊に加わり上野の山で官軍との激戦の末敗れる。
- 翌年浅草に帰り仲見世通りで辻似顔絵師となり、後にお寺の住職に認められ仏画絵師の道に入る。
- その後浮世絵師年方の弟子となり「勝月」の画号を頂く。
- 以後没するまで浮世絵ならびに錦絵の道に専念した。享年46。
- 家系　小島勝美、小島徳三郎、小島幸治、小島政幸。
- 以上三代目小島家（勝琴庵）の資料を基に記。
- コジマ マサユキ　masayuki  cosmo  youtube

## 作品
- 「憲法発布上野賑」 大判3枚続 錦絵 明治22年
- 「温古東錦絵東照宮三百年祭」 大判3枚続 錦絵 明治22年 浅賀鉄次郎版
- 「国会議場之図」 大判3枚続 錦絵 明治22年
- 「教育誉之手術」 大判3枚続 明治23年
- 「国会議事堂之図」　大判3枚続 錦絵　城西大学水田美術館所蔵　明治23年
- 「米船渡来旧諸藩士固之図」　大判3枚続　錦絵　東京大学史料編さん所蔵　明治22年
- 「上野公園地第三回内国勧業博覧会之図　大判3枚続　錦絵　江戸東京博物館所蔵　　明治23年
- 「日本柱石貴顕之図」　大判3枚続　錦絵　江戸東京博物館所蔵　明治24年
- 「清楽美人」　大判3枚続　錦絵　三代目小島家所蔵　明治22年
- 「露国皇太子上陸之図」　大判3枚続　錦絵　三代目小島家所蔵
- 「将軍家御進発之図」　大判3枚続　錦絵　三代目小島家所蔵
- 「靖国神社臨時大祭之図」　大判3枚続 明治28年
- 「清水隼人」口絵 福地桜痴作 一二三書房版 明治27年

## 参考図書
- 日本浮世絵協会編 『原色浮世絵大百科事典』第2巻 大修館書店、1982年 ※59頁
- 吉田漱 『浮世絵の基礎知識』 雄山閣、1987年
- 山田奈々子 『木版口絵総覧』　文生書院、2005年